# Lillemor Tell
Lillemor Tell, folkbokförd 1970 som Anna Lillemor Hellqvist, född 4 februari 1920 i Maria Magdalena församling i Stockholm, död 4 augusti 2010, är en svensk målare, tecknare teckningslärare och författare. 
Hon var dotter till Leander Tell och Anna Wilhelmina Andersson samt från 1954 gift med ingenjören Stig Lennart Hellqvist. Hon studerade först vid Högre konstindustriella skolan i Stockholm där hon utexaminerades som teckningslärare 1942 och var därefter verksam som teckningslärare i Dalarna och Värmland. Hon reste till Paris 1947 där hon tillbringade sju år med studier vid bland annat École des Beaux-Arts och ett flertal andra ateljéer. Under son tid i Frankrike började hon arbeta som illustratör för svenska och franska tidningar och boförlag och 1951 publicerade hon den egna boken Mitt kvarter i Paris som innehållande ett 80-tal helsidesteckningar. 
Lillemor Tell arbetade med väggmålningar och hennes stafflikonst består av figurstudier, porträtt och landskapsskildringar från Paris, Korsika och Sydfrankrike utförda i olja eller akvarell. Som illustratör illustrerade hon bland annat Sven Auréns Gubben i lådan och Inge Berglunds lärobok The twins and other stories. 
Separat debuterade hon i Halmstad 1952 och under 1970-talet hade hon separatutställningar i Stockholm, Göteborg och andra svenska städer, utomlands i Bergen, Köpenhamn, Paris och New York. Hon medverkade ett flertal gånger i Nationalmuseums utställning Unga tecknare på 1940-talet och HSB:s vårsalonger i Norrköping 1942–1956.
Tell är representerad vid bland annat på Nationalmuseum i Stockholm, Göteborgs konstmuseum, Statens konstråd, Bergens Kunstforening och Norrköpings konstmuseum samt i Malmö och Göteborgs stads samlingar. Verk av henne finns på Operan och Konserthuset i Stockholm, där Sixten Ehrling respektive Guido Vecchi avbildats.  